# Baclofène

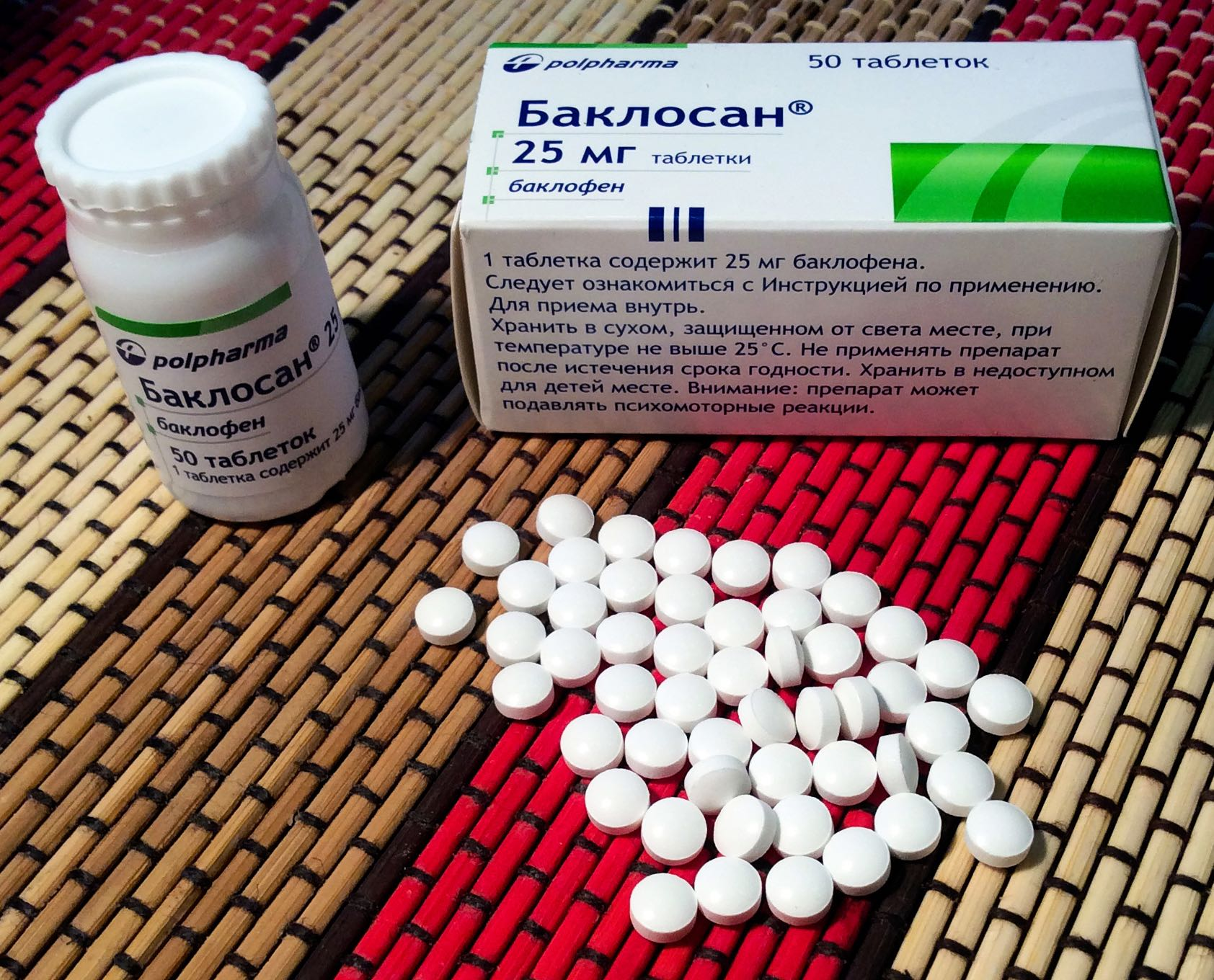
Baclofène de marque russe, comprimés de 25 mg avec un avertissement : « Ce médicament peut supprimer des compétences psychomotrices ».

Le baclofène  est un myorelaxant. Il agit au niveau de la moelle épinière comme agoniste du récepteur GABAB en inhibant les réflexes mono- et polysynaptiques et donc favorisant la relaxation des muscles squelettiques.
Outre son indication ancienne dans certains troubles musculaires, après dix années de controverses médicales en France, le baclofène a reçu en France, le 14 mars 2014, une recommandation temporaire d'utilisation par l'ANSM pour son utilisation dans la prise en charge de la dépendance à l'alcool, depuis le 23 octobre 2018, et sous conditions. Cette RTU prend fin en février 2021 à la suite de l'obtention d'une AMM dans cette indication (le baclofène devient une thérapeutique officielle dans le traitement de l'alcoolisme).
C'est un dérivé aromatique halogéné de l'acide gamma-aminobutyrique (GABA). Il a antérieurement été vendu sous le nom de Liorésal ou baclocur (en France, à partir de 2018 dans le cadre de l'AMM pour le traitement de l'alcoolisme).

## Synthèse
Il existe deux voies de synthèse du baclofène.
1. La première consiste en la condensation de 4-chlorobenzaldéhyde avec deux molécules d'acétoacétate d'éthyle, suivie d'une hydrolyse et une décarboxylation produisant un acide glutarique substitué. Une déshydratation est produite lors de la cyclisation vers un anhydride, le produit est ensuite mis à réagir avec de l'ammoniac pour faire un glutarimide. La réaction avec une solution alcaline de brome fournit par un réarrangement de Hofmann le baclofène[7],[8] :

1. La seconde voie part du 4-chlorocinnamoate d'éthyle. Celui-ci est mis à réagir avec du nitrométhane dans une nitro-addition de Michael en présence d'une base vers l'ester éthylique de l'acide β-(4-chlorphényl)-γ-nitrobutyrique. Une réduction avec de l'hydrogène en présence de nickel de Raney fournit l'ester éthylique de l'acide β-(4-chlorophényl)-γ-aminobutyrique qui, après hydrolyse de l'ester, conduit au baclofène[9] :

## Indications

### Le baclofène comme myorelaxant
En  1975, la France autorise le baclofène comme traitement des contractures spastiques (contractions musculaires involontaires) d'origine cérébrale ou survenant au cours d’affections neurologiques telles que la sclérose en plaques ou faisant suite à des lésions médullaires avec spasticité chronique sévère (étiologie infectieuse, dégénérative, traumatique, néoplasique), ou contractures secondaires, liées à une infirmité motrice d'origine cérébrale, par exemple un torticolis spasmodique.
Il a aussi une certaine efficacité contre les hoquets résistants.

### Le baclofène dans l'alcoolodépendance
L'indication du baclofène comme traitement de certaines dépendances (dont aux boissons alcoolisées) est en cours d'évaluation, mais dans l'intervalle il bénéficie, depuis le 14 mars 2014, d'une recommandation temporaire d’utilisation (RTU) par l'Agence nationale de sécurité du Médicament (ANSM) qui l'autorise en dernière intention dans le sevrage alcoolique. Il est ainsi remboursé à 30 % dans ce cadre.
Cette indication, controversée, a notamment pour origine le médecin français Olivier Ameisen. Ce dernier, alors sévèrement alcoolique, s'est administré de fortes doses de baclofène, et a constaté une suppression totale de la dépendance psychique (assuétude) à l'alcool. Il a d'abord publié sa découverte comme "cas clinique" dans une revue médicale, puis dans un ouvrage grand public pour mobiliser l'opinion face à une communauté médicale qu'il trouvait réticente. De fait, le « protocole d'Ameisen » n'a fait l'objet d'essais cliniques que tardivement malgré de nombreux témoignages favorables de praticiens. Certains expliquent la réticence des autorités médicales par des intérêts économiques menacés par ce traitement peu coûteux (baclofène à fortes doses).
Ce sont les patients eux-mêmes qui ont affiné le protocole à utiliser et qui ont insisté pour que les autorités et notamment l'ANSM reconnaisse l'efficacité du baclofène dans le traitement de l'alcoolodépendance.
Une demande d’AMM pour le baclofène dans l’alcoolo–dépendance est déposée en France par Ethypharm en mars 2017. Dans ce cadre un comité d'experts de l'ANSM juge sa balance bénéfice-risque négativement. Toutefois, le 23 octobre 2018, l’ANSM octroie une autorisation de mise sur le marché  (AMM) pour une utilisation du baclofène dans l’alcoolo-dépendance.

### Autres perspectives thérapeutiques
- Hyperacousie. Des études (sur le rat de laboratoire) ont conclu à une action sur l'hyperactivité du collicus inférieur qui s'observe en cas d'hyperacousie[17]. Il réduit aussi l'hyperacousie induite par une forte dose de salicylate chez le rat[18].
- Troubles du comportement alimentaire : en janvier 2015 en France , l'Agence nationale de sécurité du médicament et des produits de santé (ANSM) a alerté contre une utilisation hors AMM de ce médicament détourné pour traiter des troubles du comportement alimentaire ou pour des régimes amaigrissants, en raison des « effets indésirables potentiellement graves » et sans que son efficacité soit à ce jour démontrée dans ces indications[19].
- Anxiété et Insomnie. En 2014, des tests sur les effets du baclofène pour ces indications laissent entrevoir des résultats prometteurs pour des patients devenus dépendants aux benzodiazépines[20].
- Érections douloureuses liées au sommeil[21].

## Mécanisme d'action
Le baclofène active les récepteurs GABAB. Ce faisant, il partage certains de ses effets indésirables avec la drogue GHB qui agit par le même mécanisme mais le baclofène n'a pas d'affinité marquée pour le récepteur GHB-R.
Les neurosciences, dont via l'imagerie cérébrale recherchent des corrélats neuronaux des effets du baclofène sur la diminution du craving (envie irrépressible de consommer) chez les malades traités.

## Dosages

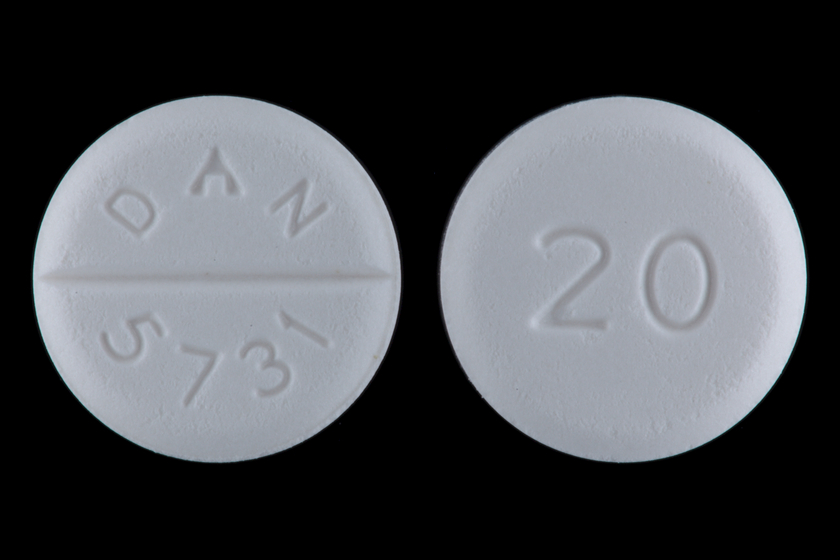
Pilules de baclofène 20 mg, des États-Unis.

La dose indiquée dépend de la pathologie du patient, de son poids corporel, de la présence éventuelle d'autres troubles de santé et de la prise d'autres médicaments. L'action typique du médicament et la gestion de ses effets secondaires impliquent de procéder par augmentation progressive des doses.
Dans l'indication neurologique, le baclofène est utilisé à des doses de 30 à 75 mg/j (pouvant être portées à 100-120 mg/j en contexte hospitalier.
La dose de départ est généralement de 3 × 5 mg pour les trois premiers jours. Puis de 3 × 10 mg les trois jours suivants. Et ainsi de suite, par paliers de 10 mg, jusqu'à obtention de la dose efficace. L'AMM (Autorisation de Mise sur le Marché) du baclofène autorise jusqu'à 80 mg/jour mais la prescription de doses supérieures est courante. Des neurologues des universités Albert Einstein et Columbia ont expérimenté plusieurs années de traitement au baclofène à doses élevées (jusqu'à 300 mg par jour) sur des patients atteints de spasticité.
Une fois l'effet désiré atteint l'organisme ne requiert pas d'accroissement des doses pour maintenir l'effet, même après de nombreuses années d'usage continu.
Contre l'appétence pathologique pour l'alcool, la RTU indique une posologie quotidienne commençant à 15 mg/jour, augmentée progressivement de 5 à 10 mg tous les 2 ou 3 jours jusqu'à atteindre l'effet attendu (nette réduction ou abandon de la prise d'alcool). Pour toute posologie supérieure à 120 mg par jour, un deuxième avis d'un médecin expérimenté dans le traitement de l'addiction alcoolique doit être sollicité : psychiatre, addictologue… Pour toute posologie supérieure à 180 mg par jour, un avis devra être pris auprès d'un centre de soins d’accompagnement et de prévention en addictologie (CSAPA) ou d'un service hospitalier spécialisé. La limite de la RTU fixe à 300 mg la dose maximale journalière. Le baclofène se révèle ainsi une bonne alternative au traitement du sevrage alcoolique par benzodiazépines, une famille de médicaments (comme le diazépam ou l’oxazépam) qui agit pour sa part comme modulateur positif des sous-récepteurs GABAA, contrairement au baclofène qui est un à agoniste des récepteurs GABAB. Ils partagent donc la caractéristique d’être des produits GABAergiques, comme l’alcool.
Une fois l'objectif atteint, la prise de baclofène sera réduite progressivement, jusqu'au seuil optimal d'efficacité (réduction de la consommation d'alcool ou abstinence avec le minimum de dosage).
En l'absence de réponse clinique chez le patient, le traitement sera progressivement abandonné.

## Pharmacocinétique
Le baclofène est rapidement absorbé et largement distribué dans tout l'organisme. La biotransformation est très limitée de sorte que l'essentiel (85 %) du principe actif est évacué sans transformation, essentiellement dans les urines.
Plus lipophile que le GABA grâce au groupe aromatique halogéné, le baclofène franchit, faiblement, la barrière hémato-méningée,.
La molécule passe dans le lait maternel.
La demi-vie est comprise entre 3 et 4 heures,,. Le pic sérique est atteint entre 30 minutes et 1 h 30 min,. Environ 30 % est liée aux protéines plasmatiques. La dose est éliminée à 85 % sous forme intacte et 15 % est métabolisée, principalement par désamination.
Lors de la prise par voie orale d'une dose de 40 mg, la dose est excrétée à 80 % en 24 h, principalement par voie rénale et sous forme non métabolisée. Une faible proportion est éliminée par voie fécale.

## Effets secondaires, toxicité
La plupart des effets secondaires sont observés en début de traitement et disparaissent généralement quand le dosage est stabilisé depuis plusieurs jours.
- Fréquemment : sédation, somnolence, faiblesse et/ou douleurs musculaires, nausées.
- Parfois : sécheresse de la bouche, baisse de tension artérielle, vertiges, problèmes respiratoires, diarrhée, maux de tête, insomnies, confusion mentale, spasmophilie.
- Rarement : sentiment de bien-être ou — au contraire — état dépressif, perte d'équilibre, tremblements, troubles de la vision, hallucination et cauchemars.
- Les troubles de la vigilance sont d'autant plus marqués et fréquents en cas d'insuffisance rénale, pouvant aller jusqu'au coma (cinq cas décrits, lors de l'utilisation par voie intrathécale exclusivement) et imposant une dialyse[33].

Un cas clinique rapportant une hypertriglycéridémie sévère chez un patient traité par baclofène associé au rispéridone a été publié (2013).
La première intoxication, occasionnant coma et au moins 3 jours de réanimation, a été décrite aux États-Unis en 1976. À l'époque, la patiente aurait ingéré entre 900 et 970 mg de Lioresal prescrit dans son cas pour soulager sa maladie de Huntington.
En France, face à l'engouement du public mais en absence d'autorisation de mise sur le marché (AMM) dans l'indication d'aide au sevrage alcoolique, la Direction de l'Évaluation des Médicaments et des Produits Biologiques de l'Agence française de sécurité sanitaire des produits de santé (Afssaps) se tourne vers le comité de coordination de toxicovigilance de l'institut de veille sanitaire (InVS) en lui demandant, à partir du mois de décembre 2008, de produire la synthèse des données recueillies par les centres antipoison et de toxicovigilance (CAPTV).
Dans son livre L'angoisse de la page folle (2016), l'écrivaine Alix de Saint-André décrit la psychose dont elle a été la victime à la suite de la prise répétée de dose excessive[réf. nécessaire] de baclofène.

## Voies d'administration
- Par voie orale (comprimés).
- Par injection intrathécale : directement dans le liquide céphalo-rachidien, à l'aide d'une pompe implantée sous la peau afin d'augmenter le taux de principe actif atteignant effectivement les sites d'action du médicament qui se situent au niveau de la corne dorsale de la moelle épinière. Dans ce mode d'administration, une première dose d'essai du médicament est injectée par voie épidurale pour en évaluer l'effet. Ensuite, l'administration à long terme du médicament se fait au moyen de la pompe et d'un cathéter sous-cutané, la dose administrée étant ajustée à l'aide d'un programmateur externe par le médecin en fonction des besoins du patient. La Commission d'Évaluation des Produits et Prestations, dépendante de la Haute Autorité de Santé, a attribué une amélioration du service médical rendu de niveau II (important) à ce système d'administration, en l’absence d’alternative thérapeutique dans le traitement des spasticités sévères après échec de l'administration orale de baclofène, ou lorsque les doses efficaces provoquent des effets secondaires sur le système nerveux central. Cette technique est particulièrement utilisée chez les patients blessés médullaires ou atteints de sclérose en plaques ayant des spasmes douloureux qui ne peuvent être soignés par le baclofène en comprimés ou chez les patients atteints d'une diplégie spastique qui est une forme d'infirmité motrice cérébrale dans laquelle la gestion des spasmes est facilitée par une administration régulière du médicament au travers d'un système de pompe à médicament implantable (SPMI). Du fait de leur placement sous la peau, les pompes à baclofène peuvent provoquer des infections. Du fait des risques associés au syndrome de sevrage, une surveillance accrue doit être assurée dans l'administration par voie intrathécale. 
L'administration intrathécale est particulièrement efficace contre la spasticité. Introduite en milieu clinique en Europe et aux États-Unis dans les années 1990 et au Japon depuis 2005, elle offre une réversibilité et un ajustement simple[38].

## Syndrome de sevrage
Comme tout médicament psychotrope, il est dangereux d'interrompre subitement un traitement au baclofène et le dosage en cours de traitement ne doit pas être modifié sans avis médical. Les risques associés au sevrage sont accrus dans le cas de l'administration intrathécale. La diminution progressive des doses se fera donc sous la supervision d'un médecin.
Les symptômes de sevrage sont : hallucinations auditives, tactiles ou visuelles, confusion, agitation, désorientation, fluctuation du niveau de conscience, insomnie, troubles mnésiques, anxiété, hypertonie, hyperthermie, troubles de l'humeur, tachycardie, crise d'épilepsie, tremblements. Les effets les plus sévères sont des états confuso-oniriques.
Aucun cas de décès n'a été rapporté par sevrage au baclofène par voie orale[réf. nécessaire].

## Historique

### Développement du baclofène comme myorelaxant
Ce médicament visant originellement l'épilepsie fut d'abord synthétisé en 1962 par le chimiste suisse Heinrich Keberle de Ciba-Geigy. Peu efficace contre l'épilepsie, il se montre actif chez certains patients souffrant de spasticité. D'abord administré par voie orale, avec des effets variables, le protocole d'administration par voie intrathécale (i.e. directement au niveau de la moelle épinière) a été développé pour contourner les difficultés liées à l'administration de fortes doses orales ayant trop d'effets indésirables.
En 2001, un article fait état de l'efficacité du baclofène dans le traitement du reflux gastrique.

### Expérimentations dans l'appétence pathologique pour l'alcool
Dans le cadre du traitement de l'appétence pour l'alcool, le baclofène a été testé dès le début des années 1990. Il a ensuite de nouveau été testé à la fin des années 1990 à de petites doses avec, comme résultat prometteur, une réduction de l'envie de boire,. Ces résultats n'ont, cependant, pas été retrouvés par une autre équipe de chercheurs.
En 2003, différentes expérimentations semblent donner des résultats encourageants dans le traitement de la dépendance à la cocaïne.
En 2004, Olivier Ameisen, médecin cardiologue et souffrant d'alcoolisme sévère, teste sur lui-même de fortes doses de baclofène. En effet, les traitements proposés depuis 1992 sont basés sur l'idée que réduire l'assuétude (le craving, en anglais) par des médicaments pourrait réduire le risque de rechute. Mais malgré l'utilisation des médicaments « anticraving » pendant deux décennies (naltrexone, acamprosate, baclofène à faible dose (30  à   60 mg/j)), la mortalité et la morbidité des addictions à l'alcool, la cocaïne, etc., sont restées les mêmes malgré l'utilisation chez des millions de patients dépendants. Ameisen émet alors l'hypothèse que les effets dose-dépendants du baclofène (qui à hautes doses supprime la motivation à consommer de l'alcool chez le rat alcoolo-dépendant) pourraient être transposés à l'homme.
Après s'être auto-administré du baclofène à hautes doses, il aboutit à une suppression complète de la maladie alcoolique et propose un nouveau modèle thérapeutique : la suppression de l'assuétude à l'alcool, par opposition à la simple réduction,. Il publie alors sa propre expérience et sa découverte dans une revue médicale en 2004 et appelle à la mise en place d'essais cliniques utilisant les fortes doses de baclofène qu'il avait lui-même appliquées. Mais puisqu'aucun ne se prépare, il publie en octobre 2008 un livre à destination du grand public, Le dernier verre, qui a fait réagir la Société Française d'Alcoologie laquelle reste très critique sur l'utilisation du baclofène à doses importantes sans essais complémentaires. Le livre est publié peu après aux États-Unis et en Grande-Bretagne, sous le titre « The End Of My Addiction », soulevant une controverse initiale identique.
En juillet 2009, la presse fait état d'expériences non publiées par de nombreux médecins (généralistes ou hospitaliers), sur des dizaines de patients avec des résultats très encourageants. L'article parle également de nombreux témoignages individuels sous forme de forum internet. Les malades ayant suivi le protocole décrit dans le livre du docteur Ameisen décrivent, dans leurs témoignages, une notion inédite en alcoologie, celle « d'indifférence à l'alcool ». Ils se disent capables de consommer occasionnellement un verre d'alcool sans retomber dans une consommation compulsive. Au-delà de la quantité d'alcool consommée c'est la sensation de dépendance à l'alcool qui semble être éradiquée par le médicament.
Par ailleurs, les témoignages révèlent également que la plupart des malades alcooliques qui ont fait des cures standard ont acquis l'habitude de consommer des benzodiazépines et notamment du diazépam (Valium) qui entraîne un risque de dépendance certain s'il est utilisé en continu. L'usage chronique de benzodiazépines (tranquillisants, somnifères) est une pratique connue pour entraîner des effets secondaires sérieux,. Les malades alcooliques abstinents se voient très souvent prescrire des benzodiazépines de façon chronique, médicaments agissant aussi sur le GABA. Le médecin prescripteur de ces médicaments utilise peu ou prou une stratégie de substitution chronique non-validée. Il est à noter que l'utilisation de baclofène à haute dose n'est elle-même pas dénuée d'effets secondaires plus ou moins importants selon les individus et la consommation, ou non, d'alcool pendant la durée du traitement. La prescription de benzodiazépines au long cours, tout comme la prescription de baclofène dans l'indication « traitement de la maladie alcoolique », sont désormais strictement protocolées[réf. souhaitée].
Aucun décès n'a été imputé à l'administration de baclofène en trente années de pratique en neurologie (y compris à haute dose) ; certains médecins prescrivent du baclofène à des malades sévères.
En Allemagne, à la suite d'un cours du professeur Ameisen suivi d'un débat ouvert au public et à la presse (19 octobre 2009), le professeur Andreas Heinz, chef du service de psychiatrie et d'addictologie de l'hôpital Charité à Berlin (université Humboldt) a officiellement annoncé qu'il mettrait au plus tôt en place un essai clinique randomisé du baclofène, cette fois à doses adéquates (hautes doses).
Aux yeux de certains spécialistes de l'addictologie, les résultats obtenus restent insuffisants ou trop peu fiables pour pouvoir unanimement recommander l'usage d'emblée du baclofène dans le traitement de l'alcoolo-dépendance, sans études supplémentaires. En effet, les rares études ne concernent à ce jour que des cas isolés, par l'auteur ainsi que par d'autres aux États-Unis et en Europe, qui ont publié dans des revues médicales de référence des résultats identiques après avoir utilisé son modèle thérapeutique par baclofène à hautes doses,.
En février 2010, une étude ouverte (sans groupe placebo) menée sur des patients alcoolo-dépendants ayant reçu le traitement en ambulatoire est publiée. À trois mois, 88 % des patients ont totalement arrêté ou significativement diminué leur prise d'alcool et la plupart d'entre eux sont devenus indifférents à l'alcool sans effort. Les doses de baclofène nécessaires ont été très variables d'un patient à l'autre, allant de 15  à   300 mg/jour, avec une moyenne de 145 mg/jour. Environ deux tiers des patients ont eu besoin d'une dose supérieure à celle autorisée de 80 mg/j. Les auteurs précisent que rien ne permettait de prévoir la dose nécessaire avant le traitement, cette dose n'ayant apparemment pas de lien avec la corpulence des patients, ni avec le sexe, même si des analyses précises n'ont pas été faites.
En mars 2013, le docteur Renaud de Beaurepaire, psychiatre de l'établissement public de santé Paul-Guiraud à Villejuif, publie un ouvrage grand public intitulé Vérités et mensonges sur le baclofène - la guérison de l'alcoolisme. Dans une émission radiophonique, sur Radio France internationale, Priorité santé de Claire Hédon, il argumente en faveur du traitement, à des doses inhabituelles. Il met en cause les structures traditionnelles prenant en charge l'alcoolisme, qui résisteraient contre un traitement médicamenteux efficace en raison de leur inertie ou de leurs intérêts socio-économiques et commerciaux.

### Difficultés de mise en vente
En juin 2017, une étude conduite par l'Assurance maladie (Cnamts) en collaboration avec l'ANSM et l'Inserm sur la période entre 2009 et 2015, montre une corrélation en défaveur de l'utilisation du baclofène : « L’étude a montré un profil de sécurité préoccupant du baclofène utilisé en dehors de l’AMM neurologique, surtout à fortes doses, avec davantage d’hospitalisations et de décès, par rapport aux traitements autorisés des problèmes d’alcool dans une population de moins de 70 ans et sans comorbidités importantes » entraînant un changement de la recommandation temporaire d'utilisation (RTU) à des doses inférieures à 80 mg/jour.
En octobre 2018, l’ANSM octroie une AMM à la spécialité Baclocur pour le traitement de patients alcoolo-dépendants, avec une dose journalière maximale de 80 mg.
Par ordonnance du tribunal administratif de Cergy-Pontoise du 17 juin 2020, saisi par l'association BacloHelp, les AMM de la spécialité Baclocur des laboratoires Ethypharm sont suspendues.
Le 25 novembre 2020, le Conseil d'État annule la décision de suspension de l’AMM de Baclocur, et rappelle qu'une spécialité pharmaceutique peut faire l'objet d'une prescription non conforme à son autorisation de mise sur le marché, donc un dépassement de la dose maximale de 80 mg par jour,.